# Doreen Dredge
Doreen M. Dredge (verheiratete Wolff; * 14. Juli 1931 in Kelvington, Saskatchewan) ist eine ehemalige kanadische Hochspringerin.

## Leben
Dredge besuchte die High School in ihrer Geburtsstadt Kelvington. Dort wurde sie bei einem Hochsprung-Wettkampf von Joe Griffiths entdeckt, der das kanadische Leichtathletik- und Schwimmteam für Olympia trainierte. Mit seiner Unterstützung brach sie kurz darauf den Jugendweltrekord im Hochsprung.
1948 wurde Dredge Kanadische Meisterin und stellte am 25. Juni in Winnipeg bei einem Olympia-Qualifikationswettbewerb den nationalen Rekord von 1,60 m ein. Als jüngstes Leichtathletik-Teammitglied konnte sie sich mit 17 Jahren für die Olympischen Spiele 1948 in London qualifizieren. Dort übersprang sie 1,58 m und teilte sich dadurch den vierten Platz mit Vinton Beckett. Beide lagen knapp hinter der Bronzemedaille-Gewinnerin Micheline Ostermeyer (1,61 m).
Nach Abschluss der High School gab Dredge das Hochspringen auf. Sie besuchte eine pädagogische Hochschule und arbeitete anschließend als Lehrerin. Schließlich heiratete sie Bernard Wolff und zog auf eine Farm in Saskatchewan.